# 京武久美
京武 久美（きょうぶ ひさよし、1936年2月4日 - 2023年7月6日）は俳人。青森県出身。
青森市立野脇中学校2年のとき同級だった寺山修司と友人となり、青森県立青森高等学校時代は文芸部にて共に活動し俳句・短歌に熱中した。高校1年のとき、京武の俳句が地方新聞の俳壇に掲載されたことへの競争意識が寺山の句作の原点であり、ライバルであった。
1954年、第1回全国高校生俳句コンクール1位。ちなみに2位は寺山。10代の若者のための全国的俳誌『牧羊神』を寺山とともに始めたことで名を知られている。
1954年、青森高校卒業後、東北海運局職員。金子兜太の「海程」で活躍。2009年に第一句集『二月四日』を発表した。
2023年に死去していたことが翌2024年1月25日になって判明した。

## 著書
- 句集『二月四日』（文學の森、2009年）